# Fredrik Björkman

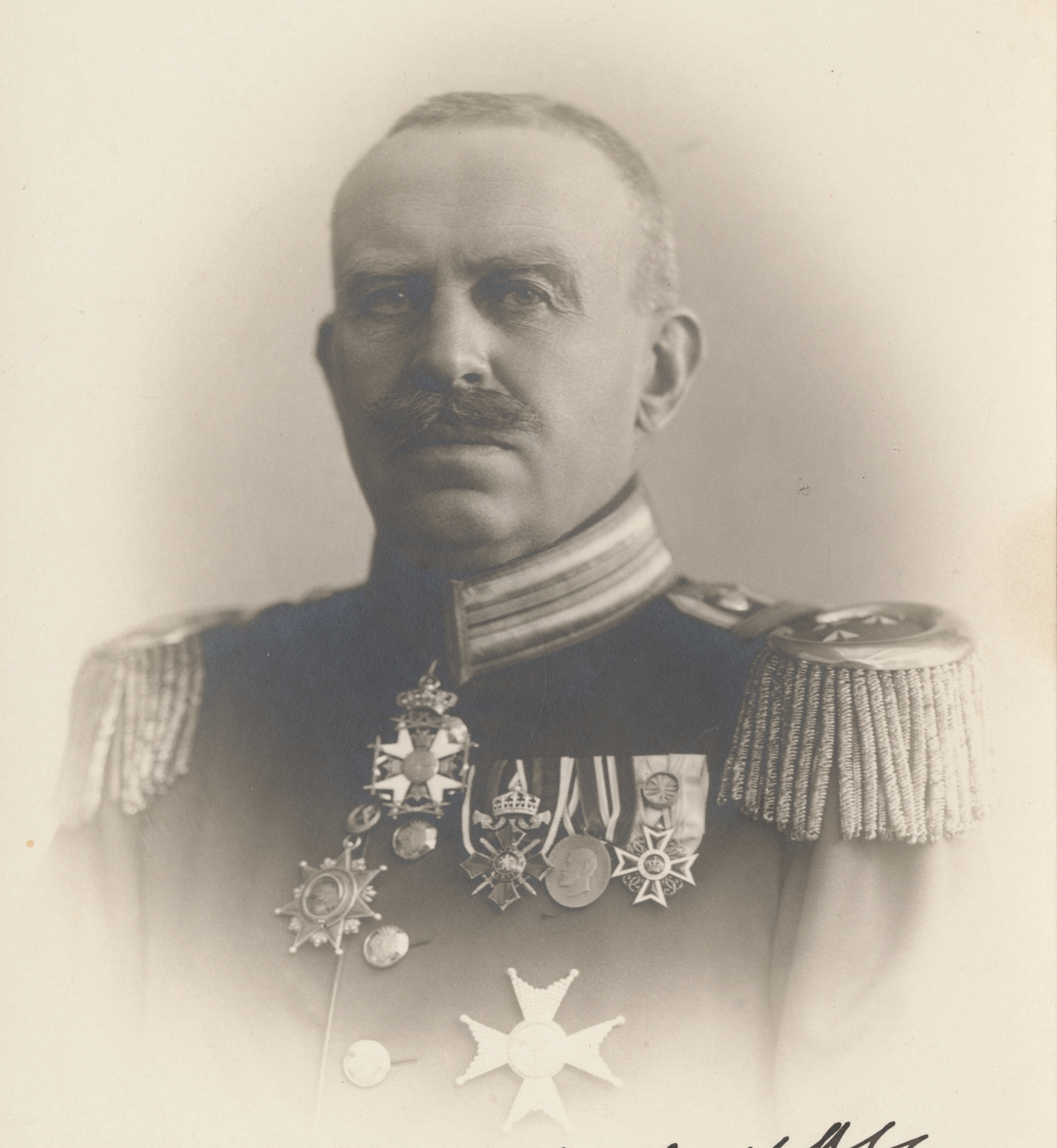
Fredrik Björkman.

Daniel Magnus Fredrik (Figge) Björkman, född den 29 oktober 1859 i Vimmerby, död den 29 oktober 1927 i Stockholm, var en svensk officer.

## Biografi
Fredrik Björkman var son till generalmajoren Pehr Björkman (1825–1905) och Elisabeth af Pontin (1829–1909). Han gick i Växjö skola och avlade studentexamen 1878.  Lars Tingsten var hans informator. Redan vid femton års ålder skrevs han in som volontär vid Första livgrenadjärregementet. Han blev underlöjtnant där 1879 och, efter att ha genomgått krigshögskolan 1882–1884, löjtnant 1885. Björkman befordrades till kapten vid Första livgrenadjärregementet 1897, till major vid Norrbottens regemente 1903 och till överstelöjtnant där 1906. Han fick transport till Andra livgrenadjärregementet 1909.
Björkman var överste och chef för Dalregementet 1910–1916. Under denna tid inträffade Faluaffären 1913. Ursprunget var Sven Hedins tal på Dalregementets officersmäss den 9 september 1913 inför ett slutet sällskap. Falu-Kuriren började sedermera nysta upp vad som hade sagts. Bland annat skulle regeringen Karl Staaff ha spelat "krona och klave om landets frihet". Musikfanjunkaren Josef Gelhaar var källan. David Bergström ville ha reda på vad som egentligen hade sagts. Björkman lämnade en förklaring till arméfördelningschefen mitt under den värsta pressdebatten. Hans redogörelse betecknades som en parodi på utredning. Björkman anmälde sig själv till åtal inför krigsrätt, men frikändes. 
År 1916 utnämndes Björkman till regementschef vid Skaraborgs regemente. Den tidigare chefen, Axel Carleson, utnämndes till generalmajor och chef för Gotlands trupper. Förutom krigsrättsmålet från 1913 hade Björkman i bagaget en anklagelse om missfirmelse mot en arbetare, i pressen kallad Nilsson. Militieombudsmannen förklarade i ett yttrande att man inte förordade åtal mot Björkman. Dock ansågs att ”då Nilsson inte synes sakna skäl för sin anmälan”, statsverket skulle stå för vittneskostnaderna. Vid regementet kom Björkman också på kant med de rättskipande krafterna. Efter en anmälan från en reservlöjtnant, vilken Björkman ådömt två dagars arrest utan att konsultera sin auditör, dömdes Björkman av krigshovrätten i maj 1917 till två dagars arrest utan bevakning. I en skrivelse till III. arméfördelningen anhöll Björkman att få avtjäna detta straff. Förhållandet mellan regementschefen och stadens borgerskap verkade inte heller vara helt utan problem, för i slutet av 1917 stod en grosshandlare Fredrik d'Orchimont inför tinget i Skövde. d'Orchimont var åtalad för missfirmelse mot Björkman både i hans egenskap av tidigare chef för Dalregementet och av chef för Skaraborgs regemente. Rätten ansåg inte stadsfiskalen i Skövde ha jurisdiktion vad avsåg Dalregementet, men dömde grosshandlaren skyldig till missfirmelse av chefen för Skaraborgs regemente. Straffen utdömdes till 150 kronor i böter samt att ersätta andra utgifter i målet. 
Det är tydligt att Björkman var en stridbar person som inte tålde motsägelse. Att högre officerare blandade sig i politiken var ju ingen nyhet, och många officerare kände sig säkert otillfreds med att skråets representation i riksdagen nu var mindre än på ståndsriksdagens tid. Steget från att beklaga sig över detta i kamraters sällskap till att vidta aktiva åtgärder för att vrida den politiska utvecklingen tillbaka tycks dock alltid ansetts för stort. Inte ens när socialdemokrater och liberaler tolkade Gustav V:s borggårdstal som en maning till statskupp tycks militären ha haft samma uppfattning. Tiden efter borggårdstalet tycks Stockholm varit fullt av rykten. Maud von Steyern, en ung dam från den högre societeten med tydliga vänstersympatier, tolkar ett uttalade från den dåvarande löjtnanten vid Svea livgarde Arthur Nordenswan, som att generalerna var med om det skulle komma till en kupp. Kanske var det så. Men någon kupp blev aldrig av, och inte heller kan några förberedelser till en sådan spåras. Med försvarsfrågans parlamentariska lösning tycks militären förlorat både viljan och möjligheten att ta initiativet.
Överste Björkman återkom den 14 november 1918 till regementet efter att sedan den 1 september vårdats för en skottskada. Hur skottskadan uppkommit framgår inte av befintliga handlingar. Den 9 september 1918 sökte han hos Kungl. Maj:t tjänstledighet på medicinska grunder under den kommande regementsövningen, med tillåtelse att handlägga sådana ärenden som hade avgörande betydelse. Tydligen var han inte helt återställd, för den 10 september tog Oscar Nygren befälet över regementet. Den 11 oktober återinträdde Björkman i tjänst, för att strax åter lämna från sig befälet. Den 14 november var han åter i tjänst, men lämnar direkt in en ny tjänstledighetsansökan till Kungl. Maj:t, och den 18 november tog överstelöjtnant Pontus Reuterswärd befälet över regementet. Fredrik Björkman efterträddes 1919 av överste Tell Schmidt. Under Björkmans frånvaro utövade Reuterswärd sin tjänst som regementschef ställföreträdare, och kunde då titulera sig regementsbefälhavare, inte regementschef. I denna befattning kunde han inte fatta beslut i vissa ärenden eller författa skrivelser med rekommendationer i dessa ärenden, bland annat sådana som gällde personal (anställning, befordran, avsked, med mera). Efter att ha lämnat sin tjänst inom militären blev Björkman avdelningschef i Sveriges allmänna exportförening 1922. Han blev riddare av Svärdsorden 1900, kommendör av andra klassen av samma orden 1914 och kommendör av första klassen 1917. Björkman är begravd på Norra begravningsplatsen utanför Stockholm. Han var far till konstnären, författaren med mera Elsa Björkman-Goldschmidt. Maka var Maria f. Heyman (1865–1939), med vilken han hade ytterligare en dotter.